# Пирожное Рунеберга
Пирожное Рунеберга (фин. runebergintorttu; швед. runebergstårta) — кондитерское изделие, изготовляемое с добавлением миндальной крошки, арака или рома и украшенное каплей малинового джема в кольце из сахарной глазури, имеет цилиндрическую форму и весит около 100 г. Пирожное получило своё название по имени почитаемого финского поэта Йохана Людвига Рунеберга (1804–1877), автора национального гимна, который, по легенде, был большим любителем этого лакомства. Рецепт пирожного, изначально принадлежавший кондитеру из Порвоо Ларсу Астениусу,  был усовершенствован женой Рунеберга Фредрикой. Пирожные Рунеберга широко продаются в Финляндии в период перед национальным праздником Финляндии днём Рунеберга, который ежегодно отмечается 5 февраля. В современной Финляндии более популярен безалкогольный вариант рецепта.